# Під'яково
Під'я́ково (рос. Подъяково) — присілок у складі Кемеровського округу Кемеровської області, Росія.

## Населення
Населення — 193 особи (2010; 147 у 2002).
Національний склад (станом на 2002 рік):
- росіяни — 98 %